# Fray Bartolomé de las Casas (Guatemala)
Este artículo corresponde al municipio de Alta Verapaz en Guatemala.
Fray Bartolomé de las Casas es un municipio del departamento de Alta Verapaz, en la República de Guatemala que está localizado en la Franja Transversal del Norte y que fue fundado a instancias del presidente Fernando Romeo Lucas García en 1980 en la región de Sebol.
La actividad comercial principal del municipio es el cultivo de palma african

## Geografía física

### Topografía
Domina la fisiografía denominada tierras altas sedimentareas en las que el material parenteral es de origen calcáreo (carbonato de calcio), formando afloraciones rocosas, montañas escarpadas, siguanes (sumideros), cavernas y mogotes (cerritos en forma de volcán).
La topografía plana se localiza en la parte central y noroccidental, el área escarpada se localiza al sur en el piamonte de la sierra de Chamá, los ramales de las montañas Maya se localizan al nororiente. Este relieve conforma la vertiente de los cuerpos de agua hacia el río La Pasión. Esto origina la escasez de fuentes de agua en la parte oriental del municipio.

### Clima
La cabecera municipal de Fray Bartolomé de las Casas tiene clima tropical (Clasificación de Köppen: Af).
| Parámetros climáticos promedio de Fray Bartolomé de las Casas | Parámetros climáticos promedio de Fray Bartolomé de las Casas | Parámetros climáticos promedio de Fray Bartolomé de las Casas | Parámetros climáticos promedio de Fray Bartolomé de las Casas | Parámetros climáticos promedio de Fray Bartolomé de las Casas | Parámetros climáticos promedio de Fray Bartolomé de las Casas | Parámetros climáticos promedio de Fray Bartolomé de las Casas | Parámetros climáticos promedio de Fray Bartolomé de las Casas | Parámetros climáticos promedio de Fray Bartolomé de las Casas | Parámetros climáticos promedio de Fray Bartolomé de las Casas | Parámetros climáticos promedio de Fray Bartolomé de las Casas | Parámetros climáticos promedio de Fray Bartolomé de las Casas | Parámetros climáticos promedio de Fray Bartolomé de las Casas | Parámetros climáticos promedio de Fray Bartolomé de las Casas |
| Mes                                                           | Ene.                                                          | Feb.                                                          | Mar.                                                          | Abr.                                                          | May.                                                          | Jun.                                                          | Jul.                                                          | Ago.                                                          | Sep.                                                          | Oct.                                                          | Nov.                                                          | Dic.                                                          | Anual                                                         |
| ------------------------------------------------------------- | ------------------------------------------------------------- | ------------------------------------------------------------- | ------------------------------------------------------------- | ------------------------------------------------------------- | ------------------------------------------------------------- | ------------------------------------------------------------- | ------------------------------------------------------------- | ------------------------------------------------------------- | ------------------------------------------------------------- | ------------------------------------------------------------- | ------------------------------------------------------------- | ------------------------------------------------------------- | ------------------------------------------------------------- |
| Temp. máx. media (°C)                                         | 26.5                                                          | 28.6                                                          | 30.0                                                          | 31.8                                                          | 31.7                                                          | 32.0                                                          | 30.2                                                          | 30.6                                                          | 30.4                                                          | 29.7                                                          | 27.9                                                          | 27.0                                                          | 29.7                                                          |
| Temp. media (°C)                                              | 22.8                                                          | 23.6                                                          | 25.2                                                          | 26.7                                                          | 27.2                                                          | 27.6                                                          | 26.4                                                          | 26.6                                                          | 26.3                                                          | 25.8                                                          | 24.1                                                          | 22.7                                                          | 25.4                                                          |
| Temp. mín. media (°C)                                         | 19.1                                                          | 18.7                                                          | 20.5                                                          | 21.6                                                          | 22.7                                                          | 23.2                                                          | 22.7                                                          | 22.6                                                          | 22.3                                                          | 22.0                                                          | 20.4                                                          | 18.5                                                          | 21.2                                                          |
| Precipitación total (mm)                                      | 138                                                           | 73                                                            | 77                                                            | 89                                                            | 185                                                           | 329                                                           | 343                                                           | 259                                                           | 301                                                           | 276                                                           | 200                                                           | 155                                                           | 2425                                                          |
| Fuente: Climate-Data.org                                      |                                                               |                                                               |                                                               |                                                               |                                                               |                                                               |                                                               |                                                               |                                                               |                                                               |                                                               |                                                               |                                                               |

### Ubicación geográfica
Fray Bartolomé de las Casas se localiza al norte del departamento de Alta Verapaz, Guatemala, y dista 110 kilómetros de la cabecera departamental (Cobán) y 325 kilómetros de la Ciudad de Guatemala.  Por la ruta Guatemala-Río Dulce-Cadenas-Chahal-Fray Bartolomé, hay 420 kilómetros. La superficie del municipio es de 122.906 hectáreas, 0,66 áreas y 0,0 centiáreas, equivalentes a 2.733 caballerías 42 manzanas y 1.192,52 varas cuadradas, que hacen 1.229 kilómetros cuadrados.
Sus colindancias son:
- Norte: Sayaxché y San Luis, municipios del departamento de El Petén
- Noreste: San Luis, municipio del departamento de El Petén
- Este: Chahal, municipio del departamento de Alta Verapaz
- Sur: Santa María Cahabón y San Pedro Carchá, municipios del departamento de Alta Verapaz
- Oeste: Raxruha y Chisec, municipio del departamento de Alta Verapaz[6]

|                       | Norte: Sayaxché San Luis                  | Nordeste: San Luis |
| Oeste: Raxruha Chisec |                                           | Este: Chahal       |
|                       | Sur: Santa María Cahabón San Pedro Carchá |                    |

## Gobierno municipal
Los municipios se encuentran regulados en diversas leyes de la República, que establecen su forma de organización, lo relativo a la conformación de sus órganos administrativos y los tributos destinados para los mismos.  Aunque se trata de entidades autónomas, se encuentran sujetas a la legislación nacional. Las principales leyes que rigen a los municipios en Guatemala desde 1985 son:
| N.º | Ley                                                | Descripción |
| --- | -------------------------------------------------- | --- |
| 1   | Constitución Política de la República de Guatemala | Tiene una regulación legal específica para los municipios en los artículos 253 al 262. |
| 2   | Ley Electoral y de Partidos Políticos              | Ley de carácter constitucional aplicable a los municipios en el tema de la conformación de sus autoridades electas. |
| 3   | Código Municipal                                   | Decreto 12-2002 del Congreso de la República de Guatemala. Tiene la categoría de ley ordinaria y contiene preceptos generales aplicables a todos los municipios, e inclusive contiene legislación referente a la creación de los municipios.             |
| 4   | Ley de Servicio Municipal                          | Decreto 1-87 del Congreso de la República de Guatemala. Regula las relaciones entra la municipalidad y los servidores públicos en materia laboral. Tiene su base constitucional en el artículo 262 de la constitución que ordena la emisión de la misma. |
| 5   | Ley General de Descentralización                   | Decreto 14-2002 del Congreso de la República de Guatemala. Regula el deber constitucional del Estado, y por ende del municipio, de promover y aplicar la descentralización y desconcentración económica y administrativa.                                |

El gobierno de los municipios de Guatemala está a cargo de un Concejo Municipal mientras que el código municipal —que tiene carácter de ley ordinaria y contiene disposiciones que se aplican a todos los municipios de Guatemala— establece que «el concejo municipal es el órgano colegiado superior de deliberación y de decisión de los asuntos municipales […] y tiene su sede en la circunscripción de la cabecera municipal». Por último, el artículo 33 del mencionado código establece que «[le] corresponde con exclusividad al concejo municipal el ejercicio del gobierno del municipio».
El concejo municipal se integra con el alcalde, los síndicos y concejales, electos directamente por sufragio universal y secreto para un período de cuatro años, pudiendo ser reelectos.
Existen también las Alcaldías Auxiliares, los Comités Comunitarios de Desarrollo (COCODE), el Comité Municipal del Desarrollo (COMUDE), las asociaciones culturales y las comisiones de trabajo. Los alcaldes auxiliares son elegidos por las comunidades de acuerdo a sus principios, valores, procedimientos y tradiciones, estos se reúnen con el alcalde municipal el primer domingo de cada mes. Los Comités Comunitarios de Desarrollo y el Consejo Municipal de Desarrollo tiene como función organizar y facilitar la participación de las comunidades priorizando necesidades y problemas.

### Fundación del municipio
Con una ceremonia especial realizada en la cabecera municipal, a la que asistieron el presidente Lucas García, miembros de su Gabinete, el gobernador departamental y alcaldes municipales del departamento, la prensa nacional e internacional, así como varios embajadores acreditados en el país se inauguró el municipio de Fray Bartolomé de las Casas. Posteriormente se convocó a los partidos políticos a participar en la contienda electoral para elegir a las autoridades municipales. Únicamente el Partido Revolucionario presentó la planilla que corresponde, por lo que lógicamente a la misma se dio posesión para integrar la primera Corporación municipal:
1. Alcalde: Leonel Adalberto Guillermo Delgado.
2. Síndico: Otto Jonás Cifuentes Estrada.
3. Concejal primero: Roberto Contreras Fernández.
4. Concejal segundo: César Anselmo Mollinedo Yat.
5. Concejal tercero: Oscar René del Valle Delgado.
6. Concejal cuarto: Rosendo Pereira.
7. Concejal quinto: Arturo Pop.

Luego de la toma de posesión se integrarón las comisiones de trabajo y se dio inicio a las actividades de gobierno, con el apoyo de la Municipalidad de San Pedro Carchá, quien proporcionó los primeros formularios administrativos para el funcionamiento de la Tesorería, la Secretaría y el Registro Civil. Julio Osberto Castellanos Santizo, fue quien inició de las actividades ediles, y que había sido secretario en el INTA y por lo mismo fue nombrado como el primer Secretario Municipal, cargo que ocupó por espacio de siete años.

### Alcaldes municipales

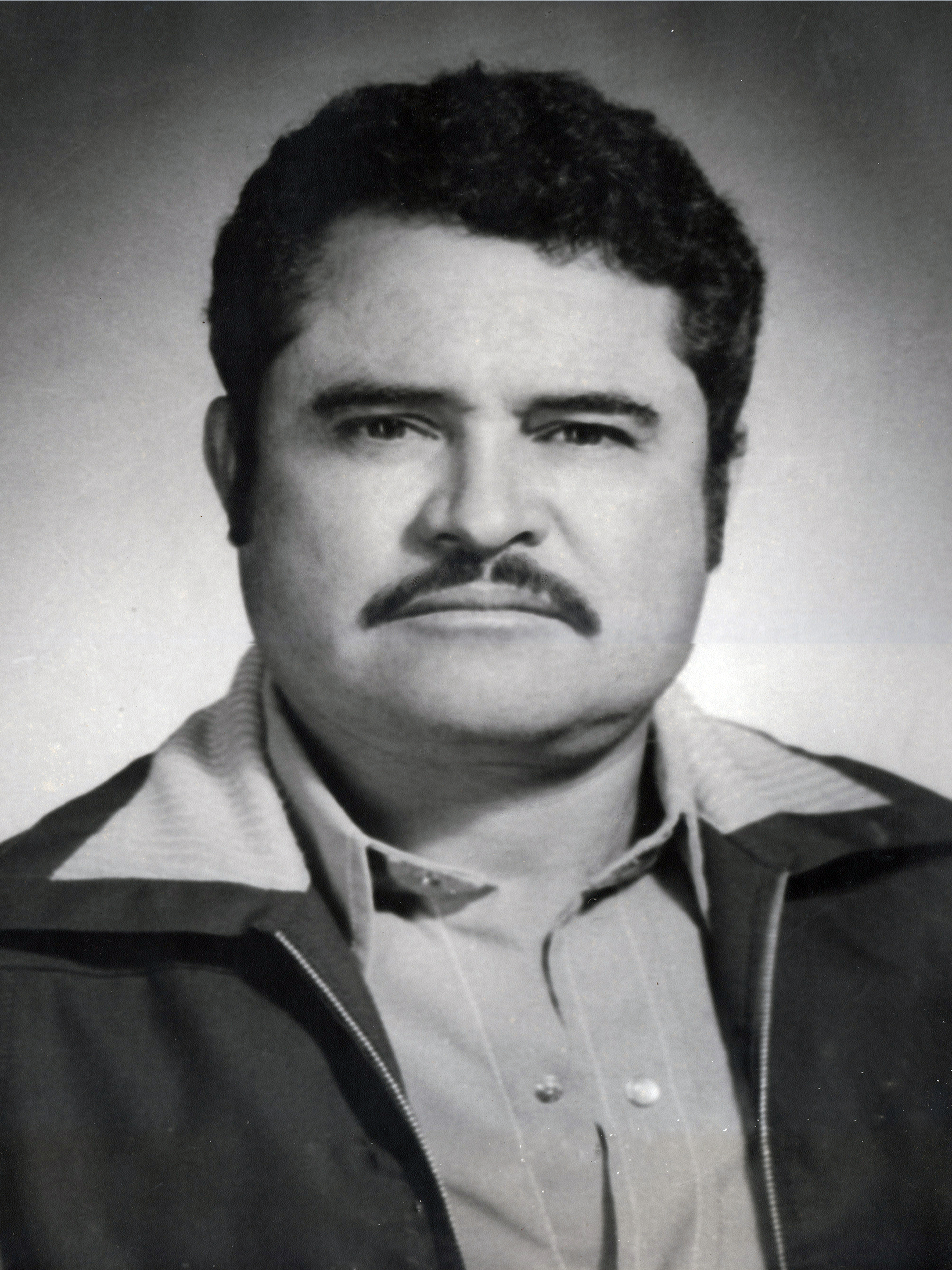
El primer Alcalde Municipal de Fray Bartolomé de las Casas, A.V.

Los alcaldes que ha habido en Fray Bartolomé de las Casas han sido:
| Período   | Nombre                    | Período   | Nombre                             |
| --------- | ------------------------- | --------- | ---------------------------------- |
| 1986-1990 | Rodolfo Figueroa Cu       | 1980-1983 | Leonel Adalberto Guillermo Delgado |
| 1983-1986 | Gilberto Sierra           | 1990-1996 | Jacobo Méndez de León              |
| 1996-2000 | Gilberto Sun Xicol        | 2000-2004 | Prof. Ceferino de Paz Gonzáles     |
| 2004-2008 | Germán Marcos Marroquin   | 2008-2012 | Prof. Ceferino de Paz Gonzáles     |
| 2012-2016 | Rolando Santamaria Chamán | 2016-2020 | Lilian García                      |
| 2020-2024 | Arnoldo Fontana Hércules  | 2024-2028 | Walter Ayala Juárez                |
|           |                           |           |                                    |

## Historia

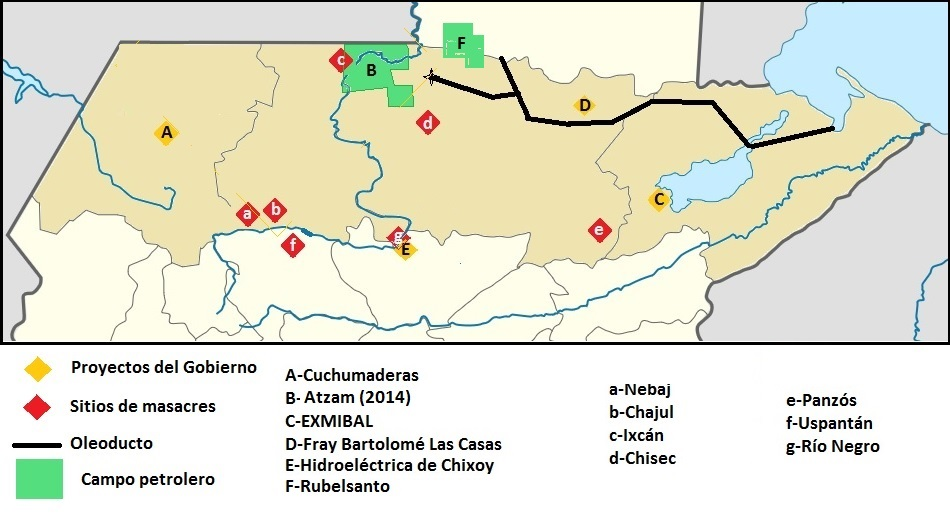
Mapa que muestra la ubicación de los más importantes proyectos que el gobierno guatemalteco estaba ejecutando en la Franja Transversal del Norte, y los lugares en donde ocurrieron masacres en la misma región.

Tras la contrarrevolución de 1954, el gobierno guatemalteco creó el Consejo de Planificación Económica (CNPE) y empezó a utilizar estrategias de libre mercado, asesorado por el Banco Mundial y la Administración de Cooperación Internacional (ICA) del gobierno de los Estados Unidos.  El CNPE y la ICA creó la Dirección General de Asuntos Agrarios (DGAA) la cual se encargó de desmantelar y anular los efectos del Decreto 900 de Reforma Agragia del gobierno de Jacobo Árbenz Guzmán.  En 1959, se aprobó el decreto ley 1286 que creó la Empresa Nacional de Fomento y Desarrollo Económico del Petén (FYDEP), dependencia de la Presidencia de la Repáblica, y que se encargaría del proceso colonizador del departamento de Petén; en la práctica, el FYDEP estuvo dirigido por militares y fue una dependencia del Ministerio de la Defensa; paralelamente, la DGAA se encargó de la faja geográfica que colindaba con el límite departamental de Petén y las fronteras de Belice, Honduras y México, y que con el tiempo se llamaría Franja Transversal del Norte (FTN).
El primer proyecto colonizador en la FTN fue el de Sebol-Chinajá, en Alta Verapaz. Era como el Charles pero un poco más importante.  Sebol, en ese entonces, era considerado como un punto estratégico y vía fluvial a través del río Cancuén, que comunicaba con Petén hasta el río Usumacinta en la frontera con México y la única carretera que existía era la de terracería que construyó el presidente Lázaro Chacón en 1928.  En 1958, durante el gobierno del general Miguel Ydígoras Fuentes el Banco Interamericano de Desarrollo (BID) financió proyectos de infraestructura en Sebol.  En 1960, el entonces mayor del Ejército de Guatemala Fernando Romeo Lucas García heredó las fincas Saquixquib y Punta de Boloncó al nororiente de Sebol, Alta Verapaz, con una extensión de 15 caballerías cada una.  En 1963 compró la finca «San Fernando» El Palmar de Sejux con una extensión de 8 caballerías, y finalmente cmpró la finca «Sepur», cercana a «San Fernando», con una extensión de 18 caballerías.  Durante estos años fue diputado en el congreso de Guatemala y cabildeó para impulsar la inversión en esa zona del país.
En esos años, la importancia de la región estaba en la ganadería, la explotación de madera preciosas para exportación y la riqueza arqueológica.  Contratos madereros se dieron a empresas trasnacionales, como la Murphy Pacific Corporation de California, que invirtió 30 millones de dólares para la colonización del sur de Petén y alta Verapaz, y formó la Compañía AImpulsadora del Norte, S.A.  La colonización del área se hizo por medio de un proceso por el que se otorgaban tierras en zonas inhóspitas de la FTN a campesinos.
El INTA tuvo a su cargo el inicio de los trabajos preliminares, partiendo con la construcción de la brecha de acceso, de donde está asentado el casco de la hacienda "Sebol", hacia donde se instalaría un campamento para los trabajadores, en el valle de Sepur. El proyecto estuvo a cargo de Salvador Flores Salam y Carlos Paredes. Con la llegada del INTA llegaron los primeros pobladores, algunos trabajando para la institución y otros para obtener las primeras parcelas o a instalar comercios. 
Los primeros pobladores del parcelamiento fueron Juan Péterson, Rodolfo Vega, Fernando Romeo Lucas García, Oscar del Valle Cantoral, Nery Edgar Lucas García, Eulogio Cruza Ayala, Anselmo de Paz Villalta, Felipe Quej (segundo alcalde auxiliar de Cahabón), Conrado Juárez (tercer alcalde auxiliar de Cahabón), Alejandro Quintana, y Francisco Santos. Los primeros comercios de carnicería los instalaron Carmela Chamam y Matilde Och, mientras que José Ralios instaló una venta de herramientas de labranza y botas de hule. Posteriormente llegaron otras personas y así fue formándose un pequeño poblado, al que por mucho tiempo se le conoció como "Campamento Sebol".
Por varios años los pobladores tuvieron que luchar contra serias dificultades, principalmente el medio de transporte, pues a falta de carretera, se veían en la necesidad de transportar en un tractor agrícola, propiedad del señor Anselmo Pérez. Los productos agrícolas los tenían necesariamente que transportar hasta Sebol, pues hasta allí topaba la carretera, por lo que las plazas se realizaban en ese lugar. Las copiosas lluvias también eran una dificultad, pues marcada y continuamente llovía diez meses en el año, y dos meses hacía verano (marzo y abril).
Las adversidades del clima, la comunicación, la distancia y las enfermedades influyeron para que muchos de los parcelarios originales regresaran a sus lugares de origen. Con el ánimo de ayudar a combatir las enfermedades, se nombró por parte del INTA al Lorenzo Díaz Polanco, enfermero que tendría a su cargo prestar los primeros auxilios y atender algunas enfermedades. Posteriormente, en el año 1964, el Ministerio de Salud envió a una brigada de trabajadores del Servicio Nacional de Erradiación de la Malaria, ya que el paludismo era una de las enfermedades que más azotaban a los pobladores.
Luego fueron llegando más pobladores, y conforme se entregaban las parcelas llegaban más personas, surgiendo los primeros caseríos y comunidades agrarias lo que hizo necesario que se construyeran nuevas brechas.  A raíz del crecimiento poblacional, inició la construcción de las primeras obras:
- una ermita que por muchos años estuvo ubicada donde luego se construyó el Instituto Básico y que estaba a cargo del fraile domínico Cecilio Juárez.[a]
- escuela, cuyo primer director fue Rafael Barrios Reyes
- oficinas del Servicio Nacional de Erradicación de Malaria
- Banco Nacional Agrario
- Destacamento militar
- Puesto de Salud
- Alcaldía Auxiliar de zona; el primer Alcalde Auxiliar fue Erick Pétterson.[8]

También se inició el servicio extraurbano con un autobús de pasajeros de Transportes La Gitana que iba un día y volvía al día siguiente, en un recorrido de aproximadamente doce horas de viaje hasta la Ciudad de Guatemala.
Con la construcción de las carreteras de Sebol a «el campamento» y la que comunica con el municipio de San Luis, Petén, se incrementó el desarrollo de la región. Posteriormente se construyó la carretera bautizada con el nombre de "carretera Franja Transversal del Norte", en el gobierno del general Kjell Eugenio Laugerud García -1974-1978, la que incrementa exponencialmente la explotación de la riqueza de una vasta región del departamento de Alta Verapaz.
Con la llegada del general Fernando Romeo Lucas García a la presidencia de la República en julio de 1978 se mejoró considerablemente la infraestructura del pueblo, lo que motivó a los vecinos a organizarse legalmente en el Comité pro-fundación del Municipio, dirigido por Tránsito Marroquín y Guadalupe Gutiérrez López. Las gestiones fueron bien encaminadas y con la ayuda del presidente Lucas García -quien tenía considerables propiedades en el área- y su sobrino Fernando Lucas Graue, el 23 de abril de 1980 se formuló el Acuerdo Gubernativo que creó al décimo quinto municipio del departamento de Alta Verapaz, el cual fue promulgado el 3 de mayo del mismo año.
Durante la Guerra Civil de Guatemala, la cual alcanzó su período más violento durante la presidencia del general Lucas García, Fray Bartolomé de las Casas vivió relativamente tranquilo, aunque hubo numerosos hechos de violencia en regiones cercanas dentro de la Franja Transversal del Norte, principalmente en la región petrolera de Ixcán, Chisec y Rubelsanto, y en las orillas del embalse de la Planta Hidroeléctrica Chixoy en el poblado de Río Negro.

### SigloXXI
Fray Bartolomé de las Casas es uno de los municipios más pujantes de la Franja Transversal del Norte, se podría decir que este bello municipio ha crecido grandemente, ya que en la actualidad tras contar únicamente con un banco, primero Bandesa y después Banrural Agencia Parque, actualmente operan en ella los principales bancos del sistema nacional entre los que se pueden mencionar: Autobanco Banrural Sucursal Mercado, Banco de los Trabajadores (BANTRAB), Banco G&T, Banco Azteca, Banco Agrícola Mercantil (BAM), Banco Industrial (BI), Banrural Parque, de la misma forma Banrural, Banco GyT y el Banco Industrial tienen distintos puntos en tiendas de convencia estrategicamente donde el usuario puede hacer transacciones como si en el banco estuviese.
Igualmente, existen cooperativas como MI COPE, Génesis Empresarial, Credichapim, Empeñamax, Fundea, Fondesol. También ha aumentado la cantidad de comercios existentes, llegando empresas de renombre como El Gallo más Gallo, Tiendas la Económica, Agencias Way, entre otras.
La cantidad de farmacias aumentó considerablemente: después de que hubiera un único dispensario conocido como "Padre las Casas", hoy existe un gran número de ellas, algunas de prestigiosas marcas a nivel nacional y otras locales, e igualmente hay clínicas privadas que ofrecen los servicios de encamamiento, laboratorio, rayos x, etc, instituciones gubernamentales como el IGSS, etc.
En cuestión de comunicación, la mayor parte de  de viajeros usa los microbuses para transportarse a la cabecera municipal de Cobán, la cual se hace vía Raxruha-Chisec, con una duración de dos horas y media aproximadamente, carretera asfaltada y buen estado en un 85% de su recorrido, con microbuses cada media hora. Igualmente hacia la ciudad Capital cubre la empresa Fuentes del Norte, la cual tiene sus oficinas en la calle principal, a un costado de la Iglesia Católica, con salida a las siete de la noche y llegando en horas de la madrugada a sus oficinas en la ciudad de Guatemala. 
Existe transporte a la mayor parte de aldeas y caseríos de nuestro municipio, así como para los municipios de Chahal, Carchá vía Camur, Raxruhá de Alta Verapaz, e igualmente para San Luis, Sayaxché, y Poptún, Petén, Ixcan Playa Grande, Quiche.
Otro medio que ha tenido gran demanda no solo en la cabecera municipal si no en las distintas microrregiones es la de telefonía celular, que además prestan los servicios de internet, funcionando en la cabecera municipal TIGO y CLARO las cuales tienen gran presencian en la mayoría de las comunidades.
La demanda de bienes y servicios ha propiciado que exista un gran número de negocios como de abarroterías donde sobresalen la transnacional Despensa Familiar y entre las locales Distribuidora Luisa, Abarrotería Elizabeth y otras. Hay dos empresas que prestan los servicios de cable y actualmente internet vía fibra óptica, siendo TELEFRAY y NUEVA VISIÓN, que se reparten a los usuarios del municipio, teniendo TELEFRAY la cobertura hasta la aldea Calle II, Champeguano, Resurrección Balan, Boloncó y Sechacti.
Actualmente la ruta hacia Cobán, vía Campur-Carcha, se encuentra en abandono, llegando el asfalto hasta el cruce de la Aldea Tonichaj, ya que los cambios de gobierno y las distintas crisis han hecho que la compañía CONCAY no reciba a tiempo los pagos respectivos atrasándose grandemente,  aproximadamente 25 kilómetros de asfalto, ayudando grandemente a la microrregión IV en el egreso de sus productos.  La mayor parte del antiguo Sebol —una finca de aproximadamente cien caballerías— pasó a propiedad de un violento narcotraficante de apellido Turcios, quien habría sido financista de la Álvaro Colom en las Elecciones generales de Guatemala de 2007. Pero cuando Turcios fue extraditado a los Estados Unidos, la finca habría pasado a ser propiedad de la entonces vicepresidente de Guatemala  Roxana Baldetti, por medio de testaferros.

Los habitantes del municipio necesitan mover o trasladar su mercadería o bien productos personales no solo dentro del municipio, si no fuera del y al extranjero, ante tal situación, son varias las empresas que prestan dicho servicio sindo las principales: Mandaditos expres, empresa fraybartolomense que cubre entregas en el municipio y en días específicos los municipios de Raxruhá y Chahal. Igualmente funcionan las nacionales: Guatex, Cargo Expreso, Transportes Gonzales, Transportes Juanillo, Transportes Monja Blanca, Forza entre otras que además prestan sus servicios de paqueteria al extranjero.
Debido al boom que ha tenido la migración hacia los Estados Unidos, empresas propias del municipio se han creado para prestar estos servicios que tienen un auge grande, siendo: Rhema Expres, Verapaz Expres, Punto Expres y recientemente El Tayuyo Expres, quienes se han divido este importante sector, en la cual se pueden enviar: documentos, joyas, medicina, comida no perecedera, etc., que en un lapso no mayor a cinco días están en la puerta de la casa de los fraybartolomenses ausente.

## Economía

### Cultivo de palma africana

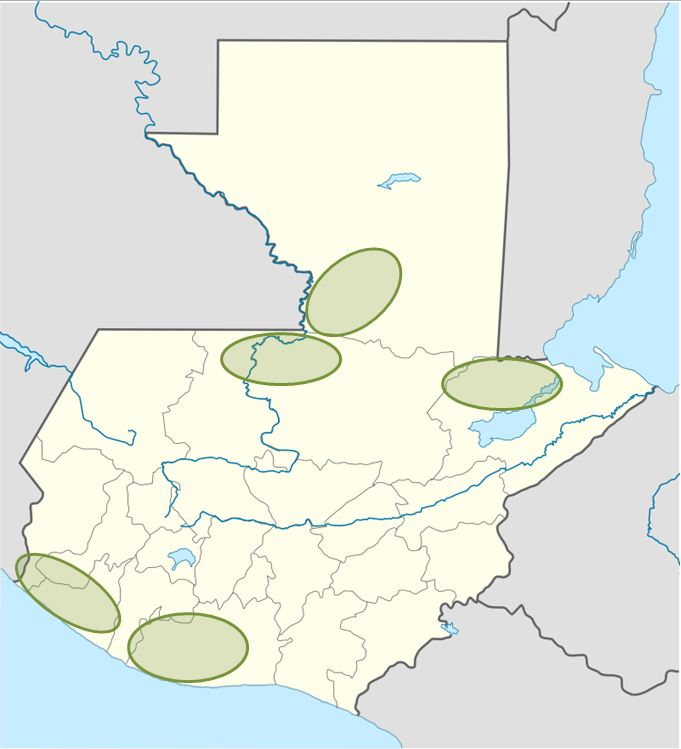
Áreas de cultivo de palma africana en Guatemala en 2014.

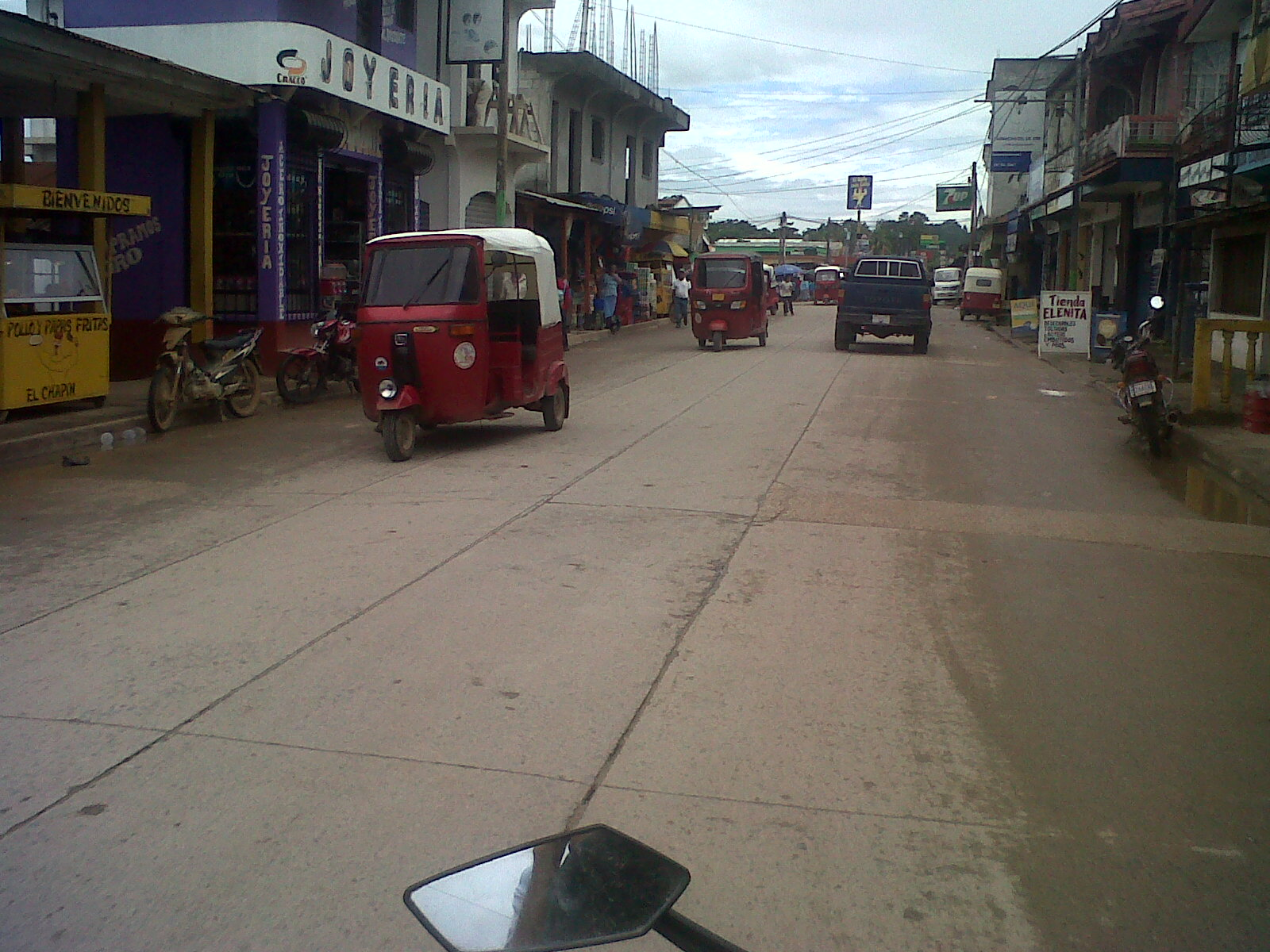
Calles del casco urbano.

Satisfacer la demanda de aceites y grasas comestibles del mercado interno y parte del mercado externo ayuda a explicar por qué el aceite de palma ganó terreno desplazando otros aceites, lo que ha conducido al surgimiento de nuevas empresas asociadas a grandes capitales, en una nueva fase inversionista que se observa particularmente en los territorios que conforman la Franja Transversal del Norte. Convertirse en uno de los principales países agroexportadores de aceite de palma es el objetivo que ha motivado que las empresas palmeras se hayan enfrascado en una etapa de creciente producción, pese a la tendencia decreciente del precio internacional de ese aceite. El área de mayor dinamismo se observa en los municipios de Chisec y Cobán, Alta Verapaz; Ixcán, Quiché, y Sayaxché, Petén, donde opera Palmas del Ixcán, S.A. (PALIX), con plantaciones propias y productores independientes. Algo parecido ocurre en los municipios de Fray Bartolomé de las Casas y Chahal, Alta Verapaz; El Estor y Livingston, Izabal; y San Luis (Petén), Petén, donde la empresa Naturaceites se ha posicionado.
La lógica para introducir la palma africana proviene de la sustitución gradual de las plantaciones de algodón en la zona. A partir de la década de 1990 uno de los principales productores de algodón de Guatemala, la familia Molina Espinoza, comenzó a reconvertir zonas algodoneras y ganaderas de su propiedad, en plantaciones de palma africana. Con la destrucción de plantaciones bananeras en Izaba  debido a huracanes, otros grupos empresariales como Agroamérica, de la familia Bolaños Valle, y Naturaceites -antes INDESA-, de la familia Maegli-Müeller, sustituyeron parte del cultivo de banano por el de palma africana. Los inversionistas en palma africana ampliaron sus plantaciones desde la costa sur hacia el norte del país, adquiriendo tierras en la Franja Transversal del Norte y Petén; para 2014 se estimó que el área sembrada de palma africana tenía una extensión de ciento treinta mil hectáreas.  El proyecto se fundó exclusivamente para la producción de agrodiésel de palma, el cual se vendería como materia prima bajo contrato a Green Earth Fuels (GEF) para su procesamiento y posterior transformación en plantas en los Estados Unidos.
La empresa Green Earth Fuels se caracteriza por ser una productora de agrocombustibles de materias primas agrícolas diferentes; originalmente, en la empresa PALIX los únicos socios eran GEF (99.999%) y el empresario guatemalteco José Miguel Enrique Arriola Fuxet (0.001%) con un capital inicial de US$29.4 millones. Pero en 2010 Arriola Fuxet se retiró como socio quedando la empresa completamente en manos de estadounidenses. El proyecto se perfilaba como una mega inversión en agrodiésel de palma, que aprovecharía las ventajas que le representaba el asfaltado de la carretera de la FTN, que estaba en marcha desde el gobierno de Óscar Berger Perdomo y que la conectaría con el puerto de Santo Tomás de Castilla.  Pero la caída de los precios del aceite de palma y la prohibición en Estados Unidos del uso de aceite de palma para la producción de agrodiésel -debido a la presión de los productores de maíz de ese país- condujeron a que GEF se retirara del proyecto.
Tras el retiro de GEF PALIX pasó a ser parte del grupo Tecún de la familia Maegli-Müeller, quienes también poseen la empresa Naturaceites que tiene plantaciones de palma africana en Fray Bartolomé de las Casas y Chahal en Alta Verapaz, en El Estor, Izabal y en San Luis, Petén.

Otro sector que ha venido a fortalecer la economía fraybartolomense es la migración hacia territorio estadounidense, donde hay ya en varios estados pequeñas comunidades con pesonas oriundas de este municipio, lo que a ocasionado que el municipio genere economía formal o informal, ya que es los lunes o jueves los días de mercado no es raro ver grandes colas en algunos bancos del sistema cobrando remesas, las que son invertidas principalente en la construcción de viviendas, pago de insumos y en mínima parte en inversión. hoy por hoy, podemos decir que esto ha venido a mejorar grandemente la economía del municipio tanto a nivel urbano como rural, ya que no es raro ver en las comundiades grandes construcciones que adornan los paisajes de lss comunidades.